# Robnik
Robnik este o arie protejată (arie specială de conservare — SAC, sit de importanță comunitară — SCI) din Slovenia întinsă pe o suprafață de 26,76 ha, integral pe uscat.

## Localizare
Centrul sitului Robnik este situat la coordonatele 46°26′34″N 14°43′36″E / 46.4428°N 14.7267°E.

## Înființare
Situl Robnik a fost declarat sit de importanță comunitară în aprilie 2013 pentru a proteja un număr necunoscut de specii din flora spontană și fauna sălbatică aflate în arealul zonei. Situl a fost protejat și ca arie specială de conservare în aprilie 2015.

## Biodiversitate
Situată în ecoregiunea alpină, aria protejată conține 1 habitat natural: Păduri de pin scoțian din Dolomiții dinarici (Genisto januensis-Pinetum).
La baza desemnării sitului se află un număr nedeclarat de specii protejate.